# سامانه موشکی قادر
سامانه موشکی قادر یک سامانه پدافند هوایی با برد متوسط است که توسط ارتش ایران طراحی و ساخته شده‌است. از این سامانه موشکی در جریان رزمایش مدافعان آسمان ولایت ۴ در آبان ۱۳۹۱ رونمایی شد.

## خصوصیات
به گفته سرتیپ فرزاد اسماعیلی، فرمانده پدافند هوایی ارتش ایران سامانه موشکی قادر کاملاً متحرک است و شلیک موشک‌ها بدون پیاده‌سازی و استقرار لانچرها توسط این سامانه انجام می‌شود و این سامانه می‌تواند در کمتر از ۳۰ دقیقه مستقر و آماده شلیک شود.
به گفته سرتیپ اسماعیلی زمان عکس‌العمل این سامانه و حرکت به سوی هدف و احتمال کشف آن توسط دشمن بسیار پایین است.
سامانه موشکی قادر یک سامانه متحرک و چابک است که توسط طراحان و متخصصان پدافند هوایی ارتش ایران طراحی و ساخته شده که طی آن موشک پدافند هوایی هاگ با استقرار بر روی خودرو می‌تواند ضمن تحرک بالا زمان آماده‌سازی و شلیک را کوتاه کند.
طبق اعلام ارتش ایران موشک‌های هاگ که متناسب با تهدیدات ارتفاع متوسط هستند در این کشور بهینه سازی و به صورت بومی تولید می‌شوند.